# Juan Antonio Cortés García de Quevedo
Juan Antonio Cortés García de Quevedo (Bayona, 1851-Burgos, 1944) fue un artista español.

## Biografía
Hijo del burgalés Toribio José Cortés de Retolaza y de la guadalajareña de México María Felipa García de Quevedo Portillo, cursó sus primeros estudios en la ciudad de Bayona, realizando desde 1859 el Bachillerato interno en el Colegio Sagrado Corazón situado en el antiguo monasterio de San Zoilo de Carrión de los Condes, para posteriormente desplazarse a Vitoria en 1869, cursando Filosofía y Letras, y en 1870 a Valladolid donde comenzó Derecho, estudios que abandonaría por sus inquietudes artísticas. Tras una nueva estancia en Bayona, Juan Antonio Cortés se trasladó entonces a Madrid y después a Valencia para dedicarse a la carrera de las artes, adquiriendo una excelente formación técnica en dibujo, pastel, acuarela y óleo.
Tras volver a Burgos se dedicó a la pintura profesionalmente y a la fotografía como aficionado, además ocupó el puesto de Depositario de los Fondos Municipales, trabajo que no le impidió desarrollar sus quehaceres artísticos. Fue nombrado Académico Correspondiente en Burgos de la Real Academia de Bellas Artes y fue vocal y vicepresidente de la Comisión Provincial de Monumentos.
Se trató con diversas personalidades artísticas del Burgos de aquella época, como Andrés García Prieto, Evaristo Barrio, Isidro Gil, Mariano Pedrero y Marceliano Santa María, y fue también amigo del pintor inglés Seymour Lucas.
Se casó con Josefa Echánove y Arcocha y tuvo cuatro hijos, uno de los cuales, Javier Cortés Echánove, se dedicaría igualmente a la pintura. Juan Antonio Cortés falleció en Burgos en 1944.

## Obra
Su obra giró en torno a la temática tradicional de paisaje y escenas de la vida de la época y de género, tratando con esmero los detalles de indumentaria y adornos, así como las flores.
Ejecutó diversas marinas y retratos y se ejercitó también en el campo de la fotografía.